# Ken Park
Pour plus de détails, voir Fiche technique et Distribution.
Ken Park est un film américain de Larry Clark et Edward Lachman, sorti en 2002. 

## Synopsis
Quatre jeunes Californiens de Visalia, après le suicide de Ken Park, sont diversement maltraités par leurs familles.
Claude subit les agressions constantes de son père culturiste qui l'accuse d'être homosexuel, lui dit sa honte d'être son père et le persécute (il tentera finalement d'abuser de lui).
Tate, adolescent dérangé, est encore perçu et traité comme un enfant par sa grand-mère qui, selon lui, viole sans cesse son intimité et son grand-père qu'il accuse de tricher au scrabble ; Tate déteste ses grands-parents pour des raisons pourtant anodines et ira jusqu'à les tuer dans leur sommeil, poussé semble-t-il par une pulsion sexuelle.
Shawn entretient une relation sexuelle avec Rhonda, une éphébophile qui est mariée et qui est la mère de sa petite amie Hannah. Il est amoureux d'elle et souffre de cette situation.
Peaches vit sous la morale pathologiquement excessivement puritaine d'un père veuf qui, de douleur, tombe progressivement dans la folie. Il devient fou de rage lorsqu'il surprend sa fille en train de faire une fellation à un ami attaché au lit et frappe violemment le garçon qui ne peut se défendre ; par la suite il exige de Peaches qu'elle reprenne, au cours de cérémonies macabres, le rôle de l'absente en portant la robe de mariée de sa mère.

## Diffusion
Les nombreuses scènes violentes et surtout explicitement érotiques ont entraîné de multiples problèmes et restrictions de diffusion, notamment dans les pays anglo-saxons. On peut par exemple voir Tate éjaculer après une auto-strangulation. Le film a été interdit aux moins de 18 ans dans plusieurs pays, comme l'Italie, la Norvège, ou le Japon, et totalement interdit en Australie. En France, le film a d'abord été interdit aux moins de 16 ans, puis réévalué et interdit aux moins de 18 ans par le conseil d'État en février 2004. Cela n'empêche pas son exploitation en salles et dans le circuit commercial traditionnel, mais de façon restreinte et cela compromet sa diffusion à la télévision.

## Fiche technique
- Réalisation : Larry Clark, Edward Lachman
- Production : Kees Kasander, Jean-Louis Piel (États-Unis, France, Pays-Bas)
- Scénario : Larry Clark, Harmony Korine
- Photographie : Edward Lachman
- France : Interdit aux moins de 18 ans.

## Distribution
- James Ransone (VF : Aurélien Ringelheim) : Tate
- James Bullard : Shawn
- Tiffany Limos : Peaches
- Stephen Jasso : Claude
- Maeve Quinlan : Rhonda
- Wade Williams : le père de Claude
- Amanda Plummer : la mère enceinte de Claude
- Adam Chubbuck : Ken Park
- Bill Fagerbakke : Bob
- Eddie Daniels : la mère de Shawn
- Seth Gray : le frère de Shawn
- Patricia Place : la grand-mère de Tate
- Harrison Young : le grand-père de Tate
- Julio Oscar Mechoso : le père de Peaches
- Zara McDowell : Zoe
- Mike Apaletegui : Curtis
- Larry Clark : le vendeur de hot-dogs
- Richard Riehle : Murph